# Sacramento Blake
Augusto Victorino Alves Sacramento Blake (Salvador, 2 de novembro de 1827 — Rio de Janeiro, 24 de março de 1903) foi um médico e escritor brasileiro. Foi poeta, biógrafo e historiador.

## Vida
Filho de José Joaquim do Sacramento Blake e Maria Alves Blake. Formado em medicina pela Faculdade de Medicina da Bahia 1850.

## Formação
Médico, formado pela Faculdade de Medicina da Bahia em 1849, apresentando tese de doutoramento intitulada Reflexões sobre a saudade.

## Carreira
Trabalhou como médico de campanha na Guerra contra Oribe e Rosas, em 1851, e na Guerra do Paraguai.
Por sua atuação na campanha do Uruguai, foi condecorado com medalha de distinção como Cirurgião da Brigada de Artilharia.
Após sua reforma, transferiu-se para Alagoas, onde exerceu sua profissão, voltando depois ao Rio de Janeiro.
Estimulado por D. Pedro II e Rui Barbosa, escreveu seu famoso dicionário, contendo, em sete volumes, a biografia de centenas de brasileiros da época.

## Publicações
- Dois casamentos (1846)
- Deus e o homem (1848)
- A Febre Epidêmica na Bahia (1849)
- Ateneu (1849)
- Reflexões sobre a saudade, considerada uma moléstia d'alma e dando causa a uma série de afecções patológicas (1849)[nota 1]
- Do ácido arsenioso como succedâneo do sulfato de quinino nas febres intermitentes (1851)
- Bando anunciador dos festejos do dia dois de julho na cidade de Santa Isabel do Paraguassu (1855)
- A rainha do baile a Dona E. M. (1861)
- Conselhos contra a Cólera-Morbus epidêmica (1861)
- Estudos militares (1863)
- Dicionário Bibliográfico Brasileiro (7 Volumes, publicados no período 1883 — 1902)[nota 2][1][3]

## Acadêmico
Foi membro das seguintes instituições:
- Instituto Histórico e Geográfico Brasileiro
- Academia Cearense de Letras.

## Patrono
É patrono da cadeira 27 da Academia Brasileira de Médicos Escritores.